# Helene Benndorf
Helene Benndorf, geb. Richter (* 17. Mai 1897 in Schandau; † 2. Januar 1984 in Radebeul) war eine deutsche Bibliothekarin.

## Leben und Wirken
Helene Benndorf war die Tochter der Juristen Hans Woldemar Richter (* 1862) und Johanna Helene Richter (* 1869). Nach ihrem Abitur studierte sie ab 1917 in München Germanistik, in Tübingen Geschichte und in Leipzig Volkswirtschaft. 1923 wurde sie mit Die Forsten im Amte Moritzburg und ihre geschichtliche Bedeutung bis zum Ende des 18. Jahrhunderts zum Dr. phil. promoviert.
Mit erfolgreicher Ausbildung zur Bibliothekarin, mit einem bestandenen Volontariat an der Sächsischen Landesbibliothek und der Stadtbibliothek Leipzig absolvierte Helene Benndorf 1925 ihre Prüfung zum höheren Bibliotheksdienst. Zwischenzeitlich wirkte sie in der Sächsischen Landesbibliothek und der Stadtbibliothek, bis sie die Sekundogeniturbibliothek des Hauses Wettin von 1926 bis zu deren Auflösung 1928 betreute. 1929 heiratete sie den Bibliothekar Gottfried Benndorf (1894–1945), der ebenfalls an der Sächsischen Landesbibliothek angestellt war und bei Löscharbeiten am Bibliotheksgebäude während des Luftangriffs am 13./14. Februar ums Leben kam. Wegen ihrer Heirat schied 1929 sie aus dem Dienst.
Zum Ende des Zweiten Weltkrieges hin war sie wieder als Bibliothekarin tätig. Von 1948 bis 1958 arbeitete sie als Direktorin an der Technischen Hochschule Dresden; somit war sie fast von Anfang an am Wiederaufbau der nahezu zerstörten Hochschule dabei. Sie engagierte sich für die Hochschule insofern, als sie eine Buchbinderei und eine Fotokopierstelle installierte, außerdem war sie für den Neuaufbau des vernichteten Sachkatalogs verantwortlich, aber auch für die Errichtung des Hochschul-Zentralkatalogs und die Wiedereröffnung der Patentschriftenstelle. 1957 wurde dank ihrer Bemühungen der Erweiterungsbau der Bibliothek eingeweiht.

## Schriften
- Die Forsten im Amte Moritzburg und ihre geschichtliche Bedeutung bis zum Ende des 18. Jahrhunderts. Dissertation Leipzig 1922.
- Die Bibliothek der Technischen Hochschule seit 1945. In: H. Leyd (Red.): Festschrift 125 Jahre Technische Hochschule Dresden. Berlin 1953, S. 268–270.